# Бордино (Тверская область)
Бордино — деревня в Калининском районе Тверской области России. Входит в состав Верхневолжского сельского поселения.

## Историческая справка
Бордино впервые упоминается в переписи 1710 года, в 6 дворах жили 24 человека. С 1710 года относилась к селу Тургиново, в начале XIX века вошла в состав Быковской волости.
Бордино относилась к Покровской церкви с. Тургиново, с 1789 года — к Казанской церкви села Клеопино

С 1710 по 1745 год в ней жили предки Владимира Владимировича Путина.
По статическим сведениям на 1886 год, 
д. Бордино двумя посадами расположена в равнине, при 10 колодцев и 2 прудах. Хвороста и дрова покупаются в 10-12 верстах каждым хозяином на 10 руб. У одного хозяина плуг. Почва суглинок, подпочва глина. Вода в полях застаивается. В 1883 году сгорела вся деревня с надворными и другими хозяйственными постройками. Поправляются крестьяне медленно. Промышленники: чернорабочие и портные. В селении теплица и питейное заведение. Дети учатся в Клеопинской церковноприходской школе.

## География
Деревня находится в юго-восточной части Тверской области, в зоне хвойно-широколиственных лесов, в пределах Верхневолжской низины (низменной равнины), к северу от автодороги 28Н-0528, на расстоянии примерно 33 километров (по прямой) к югу от Твери, административного центра области и района. Абсолютная высота — 160 метров над уровнем моря.

### Климат
Климат характеризуется как умеренно континентальный. Средняя температура воздуха самого холодного месяца (января) — −14,4 °C (абсолютный минимум — −50 °C), средняя температура самого тёплого (июля) — 23 °С (абсолютный максимум — 36 °С). Средняя продолжительность периода с устойчивыми морозами — 121 день. Вегетационный период длится около 170 дней. Годовое количество атмосферных осадков варьирует в пределах от 348 до 885 мм, из которых большая часть выпадает в тёплый период. Снежный покров держится в течение 125 дней.

### Часовой пояс
Деревня Бордино, как и вся Тверская область, находится в часовой зоне МСК (московское время). Смещение применяемого времени относительно UTC составляет +3:00.

## Население
| 2010 |
| ---- |
| 1    |